# Ministro della Difesa nazionale (Repubblica Democratica Tedesca)

La bandiera da combattimento del Ministro della Difesa nazionale della DDR.

Il Ministro della Difesa nazionale della Repubblica Democratica Tedesca (in tedesco: Minister für Nationale Verteidigung) era il responsabile politico e l'amministratore della Nationale Volksarmee, le forze armate della Repubblica Democratica Tedesca. Egli esercitava in tempo di pace il controllo dell'amministrazione, preparazione ed equipaggiamento dell'apparato militare della DDR. 
La sede del Ministero era a Strausberg, a nord di Berlino. Le funzioni di protezione e sorveglianza delle strutture ministeriali e le mansioni protocollari a disposizione del ministro erano svolte dal personale militare del Reggimento della Guardia "Hugo Eberlein".

## Compiti del ministro della Difesa nazionale e struttura del ministero
Il Ministero della Difesa Nazionale venne ufficialmente costituito con la "legge sulla costituzione del Nationale Volksarmee e del Ministero della Difesa nazionale" promulgata il 18 gennaio 1956. Il decreto legislativo prevedeva l'inserimento nelle nuove forze armate della DDR del personale della Kasernierte Volkspolizei, i membri della milizia già organizzati militarmente, e la costituzione immediata di una forza alle armi di circa 100.000 uomini. La Nationale Volksarmee venne ufficialmente attivata dal 1º marzo 1956 che divenne dall'anno successivo la "Giornata dell'Esercito nazionale del popolo". Nel mese di gennaio 1962 venne infine introdotta la coscrizione obbligatoria. 

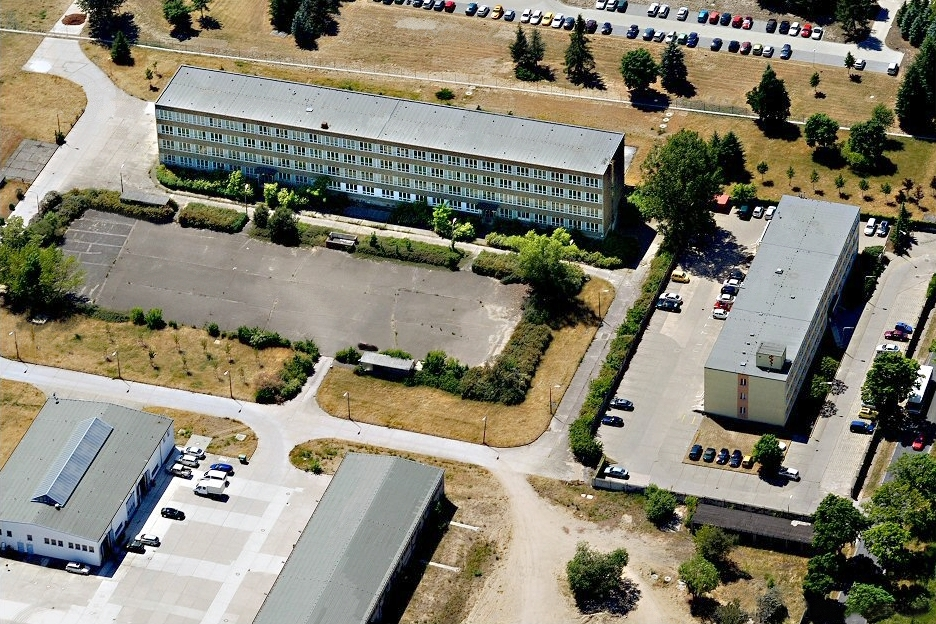
La sede del Hauptnachrichtenzentrale des Ministeriums für Nationale Verteidigung, la centrale del ministero della Difesa nazionale responsabile per la raccolta di informazioni.

Il Ministero ufficialmente era l'organo principale del Consiglio dei ministri della Repubblica Democratica Tedesca incaricato di controllare gli affari militari della difesa; in tealtà tuttavia i suoi poteri erano limitati dal fatto che il Politbüro del SED, il partito socialista che deteneva il potere, si riservava tutte le decisioni più importanti anche in materia di difesa e forze armate. Le decisioni dell'ufficio politico del partito erano poi applicare amministrativamente dal Consiglio Nazione della difesa della RDT e dal ministero della difesa nazionale. Il ministero era responsabile della direzione della Nationale Volksarmee e della pianificazione, coordinamento, organizzazione e realizzazione della difesa della Germania democratica. Il ministero era diretto dal ministro della difesa nazionale, responsabile sia negli affari militari che in quelli civili.
I dipartimenti principali della struttura amministrativa del ministero della Difesa nazionale erano il settore operativo, responsabile per i piani, quello informativo, a cui era affidata la raccolta di informazioni sulle forze armate straniere, quello del reclutamento militare che sovrintendeva alle funzioni dei distretti territoriali. A disposizione del ministro c'era inoltre il settore dei reparti di servizio, guidati da un capo dell'amministrazione; questo settore era responsabile per la formazione dei soldati e il loro inserimento nei reparti. I due centri di comando principali del ministero della Difesa nazionale erano il centro delle comunicazioni e il centro della gestione operativa. 
Il ministro della Difesa nazionale controllava l'azione del procuratore militare generale, la società per lo sport e la tecnologia; infine era responsabile dell'attività dell'Accademia militare "Friedrich Engels".

## Elenco dei Ministri 1956–1990
| Ministro | Ministro          | Ministro         | Partito                                  | Governo                                  | Inizio           | Fine              |
| --- | ----------------- | ---------------- | ---------------------------------------- | ---------------------------------------- | ---------------- | ----------------- |
| |                   | Willi Stoph      | Partito Socialista Unificato di Germania | Governo Grotewohl                        | 1 marzo 1956     | 14 luglio 1960    |
| |                   | Heinz Hoffmann   | Partito Socialista Unificato di Germania | Governo Grotewohl                        | 14 luglio 1960   | 24 settembre 1964 |
| Governo Stoph I | 24 settembre 1964 | Heinz Hoffmann   | Partito Socialista Unificato di Germania | 3 ottobre 1973                           |                  |                   |
| Governo Sindermann | 3 ottobre 1973    | Heinz Hoffmann   | Partito Socialista Unificato di Germania | 20 gennaio 1975                          |                  |                   |
| Governo Stoph II | 1º novembre 1976  | Heinz Hoffmann   | Partito Socialista Unificato di Germania | 2 dicembre 1985                          |                  |                   |
| Governo Stoph II |                   |                  | Heinz Keßler                             | Partito Socialista Unificato di Germania | 3 dicembre 1985  | 18 novembre 1989  |
| |                   | Theodor Hoffmann | Partito Socialista Unificato di Germania | Governo Modrow                           | 18 novembre 1989 | 18 marzo 1990     |
| Il Ministro della Difesa nazionale diventa Ministro del Disarmo e della Difesa (Minister für Abrüstung und Verteidigung) |                   |                  |                                          |                                          |                  |                   |
| |                   | Rainer Eppelmann | Risveglio Democratico                    | Governo de Maizière                      | 12 aprile 1990   | 2 ottobre 1990    |